# Archivo General del Ejército
El Archivo General del Ejército (AGE) es un archivo histórico militar del Ejército Argentino con sede en San Telmo (CABA) y con dependencia orgánica de la Dirección de Asuntos Históricos del Ejército.

## Reseña
Creada en 1916 por resolución del Ministerio de Guerra. En 1983 fue trasladado a la ex Casa de la Moneda en Monserrat y en 2009 trasladó su sede definitiva a calle Defensa 628 de San Telmo, monumento histórico nacional. Desde 2000 se halla en la órbita de la Dirección de Asuntos Históricos del Ejército dependiente del Estado Mayor General del Ejército.